# マーティンエアー138便墜落事故
マーティンエアー138便墜落事故（マーティンエアー138びんついらくじこ）は、1974年12月4日に発生した航空事故である。この事故により、138便の乗客182人と乗組員9人の合わせて191人が全員死亡した。この便の乗客は全員がインドネシア人であり、メッカへ巡礼へ向かう最中での事故であった。

## 事故の概要
12時03分（UTC）、138便はインドネシアのスラバヤを離陸後、経由地であるスリランカのコロンボのバンダラナイケ空港を目指して飛行を行った。16時30分ごろ、コロンボの航空管制官が138便のフライトを確認した。16時38分、先ほどとは別の航空管制官が138便が5000フィートを飛行しているのを確認し、その後も8000フィートの通過が報告されている。
16時44分、コロンボの管制塔は138便に対し、2000フィートまで降下すること、着陸には滑走路04番を使用すること、飛行場が見えたら報告することを要請した。138便は降下を続け、約4355フィートの高度で、コロンボから約40キロメートル東に位置するサプタ・カンヤ山に衝突し、乗客と乗組員合わせて191人全員が死亡した。
この事故はスリランカ航空史上最悪の事故であり、アロー航空1285便墜落事故とナイジェリア航空2120便墜落事故に続き、DC-8機が起こした致命的な事故であった。同年にはトルコ航空981便が事故を起こしており、それに続く大事故であった。

## 航空機について
138便（マクドネル・ダグラスDC-8-55CF）の当該機は新製時にKLMで就役し、その後マーティンエアーに売却された機体だった。エンジンはKLM時代にプラット&ホイットニー製のものに換装されていた。

## 墜落した場所
138便は、スリランカのマスケリヤに位置する、 『サプタ・カンヤ』と呼ばれる山脈の5番目の山で墜落した。なお、アイスランディック航空001便（DC-8）もバンダラナイケ国際空港へのアプローチ中に墜落している。

## 事故の原因
調査官は、この事故の原因を「138便の乗組員が自分たちの位置を誤認し航空機を安全高度より下に降下させたために衝突したためであり、PH-MBHへ搭載されたドップラーとウェザーレーダーシステムへの依存が原因である」と発表した。